# 泽莱内 (皮亚季哈特基市镇)
48°30′34″N 33°30′15″E / 48.50944°N 33.50417°E
泽莱内（烏克蘭語：Зелене）是位於烏克蘭中部第聶伯羅彼得羅夫斯克州裏卡姆揚斯凱區的村莊，距離若夫特1公里，海拔高度107米，2001年人口197。